# Digerus gibberulus
Digerus gibberulus é uma espécie extinta de caracol terrestre, um molusco gastrópode pulmonado terrestre da família Odontostomidae. Esta espécie era endêmica no Brasil; Considera-se agora extinto.